# Kościół Chrystusowy w Polsce
Kościół Chrystusowy w Polsce – chrześcijański kościół protestancki o charakterze ewangelicznym (nie jest członkiem Aliansu Ewangelicznego w RP). Kościół Chrystusowy w Polsce jest wyznaniem należącym do nurtu Kościołów Chrystusowych (tzw. campbellitów). W 2012 roku Kościół liczył 1706 wiernych, zrzeszonych w ramach 13 zborów. Zorganizowany jest kongregacjonalnie. Siedzibę i władzę Kościoła jest miasto Sopot. Kościół Chrystusowy w Polsce został wpisany do rejestru Kościołów i związków wyznaniowych MSWiA w dziale A, pod numerem 13. Przewodniczącym Rady Administracyjno-Misyjnej Kościoła był Walenty Dawidów (1926–2014).

## Historia
Nurt Kościołów Chrystusowych w Polsce sięga roku 1921 gdy Konstanty Jaroszewicz, ordynowany kaznodzieja Kościoła Chrystusowego powrócił ze Stanów Zjednoczonych do rodzinnej Starowsi rozpoczynając działalność wśród sąsiadów i krewnych. Do roku 1928 na terenie Polski powstało 30 zborów Kościoła Chrystusowego, które na wspólnym posiedzeniu w Kobryniu w 1928 roku utworzyły Zjednoczenie Kościołów Chrystusowych Wyznania Ewangelicznego w Polsce. W okresie PRL-u zbory Kościoła Chrystusowego weszły w skład Zjednoczonego Kościoła Ewangelicznego, zaś po jego rozwiązaniu w 1988 r. stworzyło obecny Kościół Chrystusowy w Rzeczypospolitej Polskiej.
Kościół Chrystusowy w Polsce powstał po roku 1956 w wyniku rozłamu Zjednoczonego Kościoła Ewangelicznego i nie był wyznaniem zarejestrowanym w okresie PRL-u, aż do 14 kwietnia 1982 r., kiedy to władze komunistyczne umożliwiły legalizację wyznania. Po wprowadzeniu stanu wojennego, w październiku 1982 roku podczas spotkania z min. Adamem Łopatką, kierownikiem Urzędu do Spraw Wyznań przewodniczący Rady Starszych Walenty Dawidów z uznaniem odniósł się do idei Patriotycznego Ruchu Odrodzenia Narodowego oraz pozytywnie ocenił działania rządu. 15 stycznia 1990 r. Kościół został wpisany do rejestru kościołów i innych związków wyznaniowych prowadzonego przez MSWiA w dziale A pod numerem 13. Obecnie Kościół Chrystusowy w Polsce nie ma żadnych oficjalnych związków z Kościołem Chrystusowym w RP ani z Aliansem Ewangelicznym w RP.
Na skutek zmian wprowadzonych w statucie, dotyczących zarządzania i organizacji Kościoła, od Kościoła Chrystusowego w Polsce odłączyło się kilka zborów, które w 2009 roku zostały zarejestrowane jako Zrzeszenie Kościołów Chrystusowych w RP.

## Nauka
Nauka Kościoła Chrystusowego w Polsce opiera się wyłącznie na Piśmie Świętym Starego i Nowego Testamentu, które stanowi jedyny i natchniony autorytet w sprawach wiary i chrześcijańskiej praktyki (Sola scriptura). Kościół przyjmuje kanon protestancki, liczący 39 ksiąg Starego Testamentu oraz 27 ksiąg Nowego Testamentu. W Piśmie Świętym, według nauki Kościoła, zawarta została pełna droga do zbawienia. 
Kościół Chrystusowy w Polsce wierzy w istnienie jednego Boga w Trzech Osobach: Ojca, Syna i Ducha Świętego. W przeciwieństwie jednak do większości kościołów protestanckich stanowczo sprzeciwia się używaniu określenia „Trójca Święta”, z uwagi na brak tego określenia w Biblii oraz jego pogański rodowód. Bóg uznany jest za Stwórcę wszechświata, w tym i człowieka.
Człowiek, jako korona stworzenia, został stworzony na obraz Boży i obdarzony nieśmiertelną duszą. Pierwsi ludzie – Adam i Ewa – na skutek grzechu utracili podobieństwo Boże oraz raj, a wraz z nimi, cała ludzkość. Kościół Chrystusowy podkreśla, iż zbawienie człowieka możliwe jest wyłącznie przez Jezusa Chrystusa i jego ofiarę na krzyżu, będącą całkowitym zadośćuczynieniem za grzech. W Kościele odrzuca się kult świętych, zaś Jezusa Chrystusa uznaje za jedynego pośrednika (Solus Christus). Kościół Chrystusowy naucza, iż człowiek dostępuje zbawienia poprzez opamiętanie, wiarę i chrzest wodny. W przeciwieństwie do większości kościołów ewangelicznych, Kościół Chrystusowy odrzuca pogląd jakoby sam akt zawierzenia był wystarczający. Grzesznik, który pojednał się z Bogiem w momencie nawrócenia, aby osiągnąć pełnię zbawienia musi zostać ochrzczony w wodzie. Chrzest uznawany jest za środek łaski, dzięki któremu człowiek staje się dzieckiem Bożym i otrzymuje pieczęć Ducha Świętego. Chrzest, aby był ważny, poprzedzony być musi nawróceniem i osobistym wyznaniem Jezusa Chrystusa Panem i Zbawicielem. Dlatego też udziela się go wyłącznie w wieku świadomym poprzez całkowite zanurzenie w wodzie. 
Powinnością wiernych Kościoła Chrystusowego jest uczestnictwo w cotygodniowych nabożeństwach niedzielnych. Nabożeństwo składa się z modlitw, czytania Biblii, zwiastowania Ewangelii oraz Wieczerzy Pańskiej, udzielanej pod postaciami chleba i wina. Ważnym elementem nabożeństw jest także śpiew na chwałę Bożą, który odbywa się bez akompaniamentu instrumentów muzycznych. Według tradycji tego Kościoła, w trakcie nabożeństwa głośno modlą się wyłącznie mężczyźni, jednak współcześnie wierni odeszli od tego zwyczaju i Kobiety praktykują modlitwę w duchu. Kościół Chrystusowy świętuje niedzielę jako Dzień Pański.
Prawdziwy Kościół Chrystusa, zdaniem Kościoła Chrystusowego, jest wszędzie tam, gdzie zgromadzają się członkowie Ciała Chrystusa. Za jedyną głowę Kościoła Chrystusowego uznaje się Jezusa Chrystusa, zaś ludzie stanowią wspólnotę braci i sióstr – społeczność świętych, w której każdy członek Kościoła uznany jest za świętego. W Kościele Chrystusowym obowiązuje zasada powszechnego kapłaństwa wszystkich wierzących. Sługami Kościoła są starsi (biskupi), ewangeliści oraz diakoni. Każdy członek Kościoła zobowiązany jest wypełniać powinności kościelne i obywatelskie.
Kościół Chrystusowy wyznaje wiarę w osobiste, widzialne, powtórne przyjście Chrystusa w mocy i chwale. Spotkanie Jezusa Chrystusa z jego Kościołem nastąpi na obłokach. Kościół wierzy także w powszechne zmartwychwstanie oraz sąd ostateczny. 
Małżeństwo, zdaniem Kościoła Chrystusowego, zostało ustanowione przez Boga na początku świata jako święty związek pomiędzy kobietą a mężczyzną – stan, w którym poślubieni sobie ludzie stają się jednym ciałem. Wierni Kościoła Chrystusowego jako patrioci są zobowiązani do dbania o dobro ojczyzny i kierowania się w życiu zasadą miłości bliźniego.

## Agendy
Kościół Chrystusowy w Polsce posiada własną agendę edukacyjną – Instytut Biblijny. Instytut powołany został w celu realizacji działalności misyjnej Kościoła. Oprócz kursów i studium biblijnego oferuje także kursy języka angielskiego.

## Zbory
Zbory Kościoła Chrystusowego w Polsce:
- Kościół Chrystusowy w Elblągu
- Kościół Chrystusowy w Opolu
- Kościół Chrystusowy w Sopocie

## Statystyki

### Dane według statystycznych ankiet wyznaniowych
| Rok  | Liczba wiernych | Liczba zborów | Liczba kościołów/kaplic | Liczba duchownych |
| ---- | --------------- | ------------- | ----------------------- | ----------------- |
| 1988 | 4600            | 20            | 4                       | 26                |
| 1990 | 4651            | 28            | 4                       | 27                |
| 1991 | 4798            | 12            | 5                       | 25                |
| 1992 | 5009            | 13            | 5                       | 26                |
| 1994 | 5900            | 16            | 7                       | 35                |
| 1995 | 4478            | 14            | 5                       | 30                |
| 1996 | 4100            | 7             | 5                       | 32                |
| 1998 | 3511            | 13            |                         | 35                |
| 1999 | 3342            | 10            | 6                       | 22                |
| 2000 | 3593            | 16            |                         | 33                |
| 2001 | 3617            | 16            |                         | 28                |
| 2003 | 2800            | 16            |                         | 25                |
| 2004 | 2952            | 16            |                         | 33                |
| 2005 | 2594            | 13            | 7                       | 27                |
| 2006 | 2425            | 12            | 6                       | 27                |
| 2010 | 3000            | 12            |                         | 12                |
| 2011 | 1706            | 13            | 5                       | 13                |
| 2012 | 1706            | 13            | 5                       | 13                |

### Dane według wyników spisów powszechnych
| Spis powszechny               | Liczba deklaracji |
| ----------------------------- | ----------------- |
| Narodowy Spis Powszechny 2011 | 602               |
| Narodowy Spis Powszechny 2021 | 962               |